# Comunes
Los comunes o bienes comunes son los recursos culturales y naturales accesibles a todos los miembros de una sociedad, incluidos los materiales naturales como el aire, el agua y una Tierra habitable. Estos recursos se mantienen en común incluso cuando son de propiedad pública o privada. Los bienes comunes también pueden entenderse como recursos naturales que los grupos de personas (comunidades, grupos de usuarios) gestionan para el beneficio individual y colectivo. Característicamente, esto implica una variedad de normas y valores informales (práctica social) empleados para un mecanismo de gobernanza. Los bienes comunes también se pueden definir como una práctica social de gobernar un recurso no por el estado o el mercado, sino por una comunidad de usuarios que se autogobierna el recurso a través de las instituciones que crea.

## Definición y uso moderno
La Digital Library of the Commons define "comunes" como "un término general para los recursos compartidos en los que cada parte interesada tiene el mismo interés".
El término "comunes" se deriva del término legal inglés tradicional para tierras comunales, que también se conocen como "bienes comunes", y fue popularizado en el sentido moderno como un término de recursos compartidos por el ecologista Garrett Hardin en un influyente artículo de 1968 llamado La tragedia de los bienes comunes. Como han declarado Frank van Laerhoven y Elinor Ostrom; "Antes de la publicación del artículo de Hardin sobre la tragedia de los bienes comunes (1968), los títulos que contenían las palabras 'los bienes comunes', 'recursos comunes' o 'propiedad común' eran muy raros en la literatura académica".
Algunos textos hacen una distinción en el uso entre la propiedad común de los comunes y la propiedad colectiva entre un grupo de colegas, como en una cooperativa de productores. La precisión de esta distinción no siempre se mantiene.
El uso de 'comunes' para los recursos naturales tiene sus raíces en la historia intelectual europea, donde se refería a campos agrícolas compartidos, tierras de pastoreo y bosques que fueron, durante un período de varios cientos de años, cercados, reclamados como propiedad privada para uso privado. En los textos políticos europeos, la riqueza común era la totalidad de las riquezas materiales del mundo, como el aire, el agua, el suelo y la semilla, toda la generosidad de la naturaleza considerada como herencia de la humanidad en su conjunto, para ser compartida entre todos. En este contexto, se puede remontar más atrás, a la categoría jurídica romana res communis, aplicada a las cosas comunes a todos para ser usadas y disfrutadas por todos, en contraposición a res publica, aplicada a los bienes públicos administrados por el gobierno.

## Tipos

### Recursos ambientales
Los ejemplos a continuación ilustran los tipos de bienes comunes ambientales.

#### Uso del suelo en Europa
Originalmente, en la Inglaterra medieval, lo común era una parte integral del señorío y, por lo tanto, era legalmente parte de la propiedad de la tierra propiedad del señor del señorío, pero sobre la cual ciertas clases de arrendatarios señoriales y otros tenían ciertos derechos. Por extensión, el término "comunes" se ha aplicado a otros recursos a los que una comunidad tiene derechos o acceso. Los textos más antiguos usan la palabra "común" para denotar cualquier derecho de este tipo, pero el uso más moderno se refiere a derechos particulares de común y reserva el nombre "común" para la tierra sobre la cual se ejercen los derechos. Una persona que tiene un derecho en, o sobre, tierra comunal conjuntamente con otra u otras se le llamaba comunero.
En Europa central, los bienes comunes (agricultura de escala relativamente pequeña, especialmente en el sur de Alemania, Austria y los países alpinos) se mantuvieron, en algunas partes, hasta el presente. Algunos estudios han comparado los tratos alemanes e ingleses con los comunes entre la Baja Edad Media y las reformas agrarias de los siglos XVIII y XIX. El Reino Unido fue bastante radical al eliminar y cercar los antiguos bienes comunes, mientras que el suroeste de Alemania (y los países alpinos como, por ejemplo, Suiza) tenían las estructuras de bienes comunes más avanzadas y estaban más inclinados a mantenerlas. La región de Baja Renania tomó una posición intermedia. Sin embargo, el Reino Unido y los antiguos dominios tienen hasta el día de hoy una gran cantidad de tierras de la Corona que a menudo se utilizan con fines comunitarios o de conservación.

#### Pastizales mongoles
Basado en un proyecto de investigación de Environmental and Cultural Conservation in Inner Asia (ECCIA) de 1992 a 1995, se usaron imágenes satelitales para comparar la cantidad de degradación de la tierra debido al pastoreo de ganado en las regiones de Mongolia, Rusia y China. En Mongolia, donde a los pastores se les permitió moverse colectivamente entre los pastos de pastoreo estacional, la degradación se mantuvo relativamente baja en aproximadamente el 9%. Comparativamente, Rusia y China, que exigieron pastos de propiedad estatal que involucraron asentamientos inmóviles y, en algunos casos, la privatización por parte de los hogares, tuvieron una degradación mucho mayor, alrededor del 75% y el 33%, respectivamente. Un esfuerzo de colaboración por parte de los mongoles demostró ser mucho más eficiente para preservar las tierras de pastoreo.

#### Pesca de langosta de Maine
El éxito generalizado de la industria de la langosta de Maine a menudo se atribuye a la voluntad de los pescadores de langosta de este estado de defender y apoyar las reglas de conservación de la langosta. Estas reglas incluyen territorios portuarios no reconocidos por el estado, límites de trampas informales y leyes impuestas por el estado de Maine (que están influenciadas en gran medida por el cabildeo de la propia industria de la langosta). Esencialmente, los pescadores de langostas colaboran sin mucha intervención del gobierno para mantener su recurso común.

#### Bosques comunitarios en Nepal
A fines de la década de 1980, Nepal optó por descentralizar el control gubernamental sobre los bosques. Los programas forestales comunitarios funcionan dando a las áreas locales una participación financiera en los bosques cercanos y, por lo tanto, aumentando el incentivo para protegerlos del uso excesivo. Las instituciones locales regulan la cosecha y venta de madera y tierra, y deben usar cualquier ganancia para el desarrollo comunitario y la preservación de los bosques. En veinte años, los lugareños han notado un aumento visible en la cantidad de árboles. La silvicultura comunitaria también puede contribuir al desarrollo comunitario en las zonas rurales, por ejemplo, la construcción de escuelas, la construcción de canales de riego y agua potable y la construcción de carreteras. La silvicultura comunitaria ha demostrado ser propicia para las prácticas democráticas a nivel de base. Casi todos los grupos de usuarios de bosques de Nepal generan ingresos a partir de los bosques comunitarios, aunque la cantidad puede variar mucho entre los grupos. Dichos ingresos se generan a partir de fuentes externas que implican la venta de madera de plantaciones de pinos talados, como en los grupos de usuarios de bosques comunitarios de Sindhu Palchok y Rachma, e internamente en los bosques de hoja ancha de las colinas medias de Nepal a partir de cuotas de membresía, sanciones y multas a infractores, además de la venta de productos forestales.

#### Sistemas de riego de Nuevo México
Acequia es un método de responsabilidad y gestión colectiva para los sistemas de riego en zonas desérticas. En Nuevo México, una organización dirigida por la comunidad conocida como Acequia Associations supervisa el agua en términos de desvío, distribución, utilización y reciclaje, con el fin de reforzar las tradiciones agrícolas y preservar el agua como un recurso común para las generaciones futuras. El Congreso de las Acequias, desde la década de 1990, es una federación estatal que representa varios cientos de sistemas de acequias en Nuevo México.

### Comunes urbanos

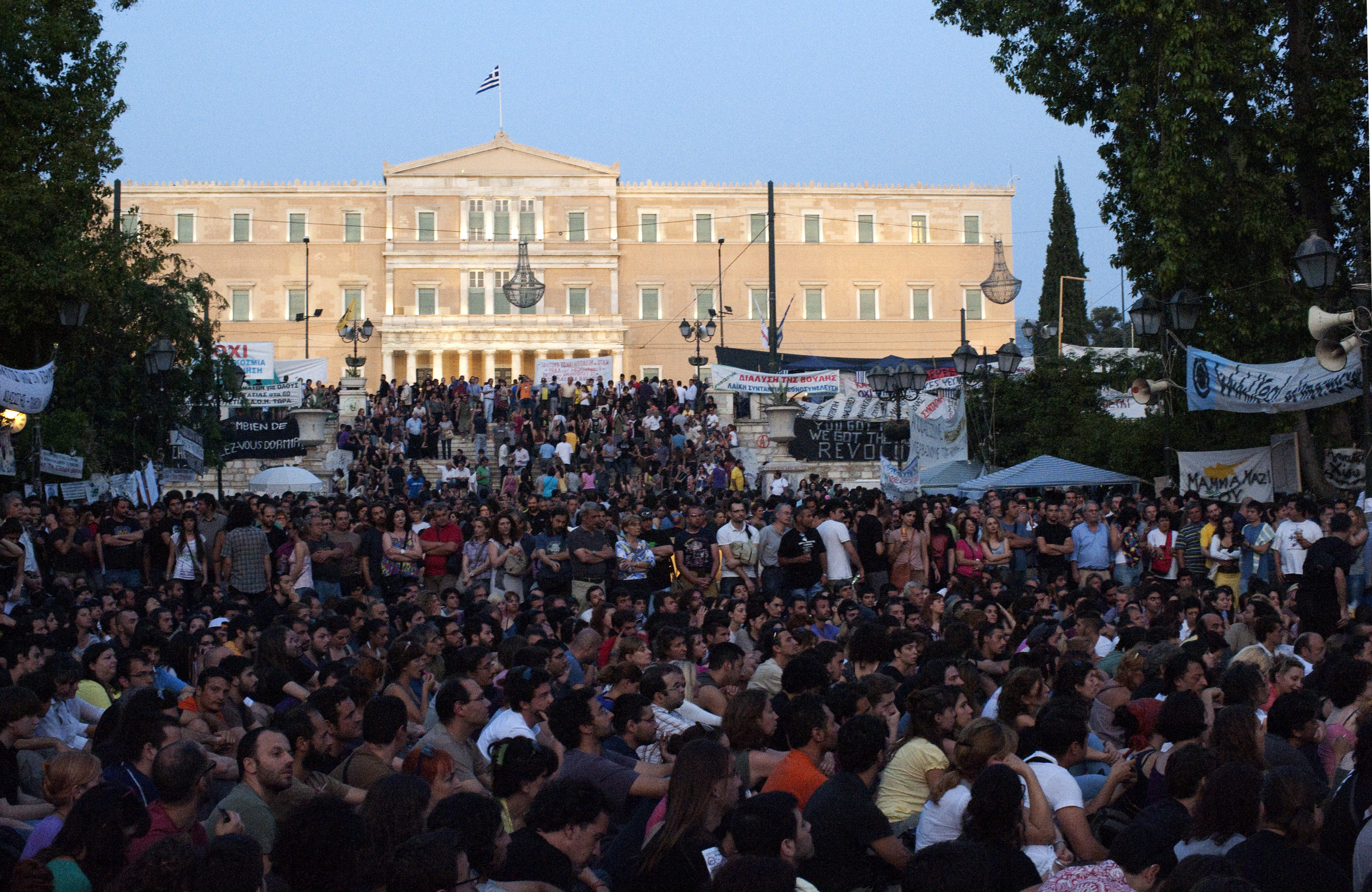
Syntagma Square en Atenas como común urbano

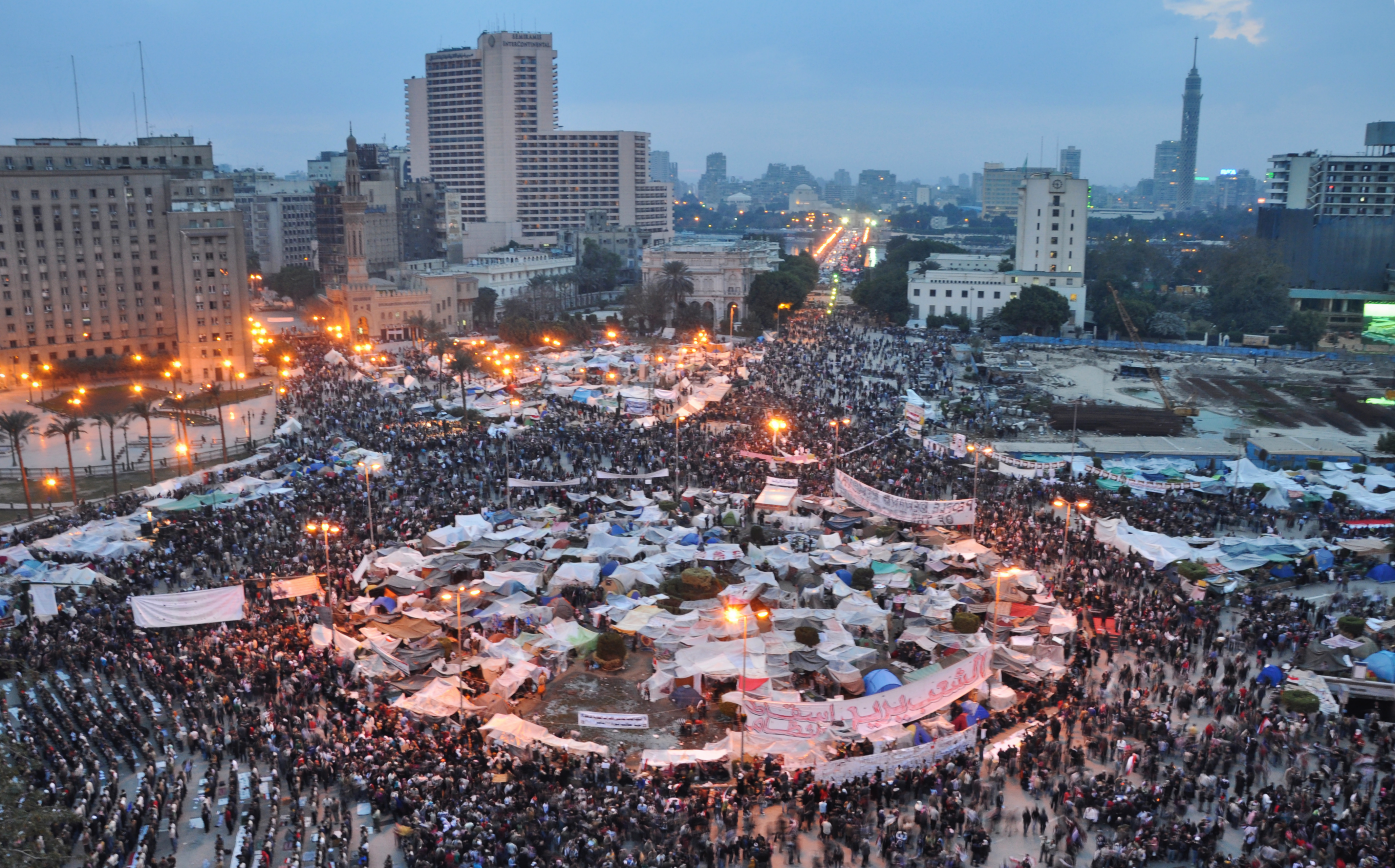
La plaza Tahrir en El Cairo como común urbano